# Japonská hokejová reprezentace
Japonská hokejová reprezentace se účastnila Mistrovství světa v ledním hokeji a Olympijských her.

## Zimní olympijské hry
| Hokej na ZOH | Místo ZOH                           | Umístění  | Soupisky |
| ------------ | ----------------------------------- | --------- | -------- |
| ZOH – 1936   | Německá říše Garmisch-Partenkirchen | 9. místo  | Soupiska |
| ZOH – 1960   | USA Squaw Valley                    | 8. místo  | Soupiska |
| ZOH – 1964   | Rakousko Innsbruck                  | 11. místo | Soupiska |
| ZOH – 1968   | Francie Grenoble                    | 10. místo | Soupiska |
| ZOH – 1972   | Japonsko Sapporo                    | 9. místo  | Soupiska |
| ZOH – 1976   | Rakousko Innsbruck                  | 9. místo  | Soupiska |
| ZOH – 1980   | USA Lake Placid                     | 12. místo | Soupiska |
| ZOH – 1994   | Norsko Lillehammer                  | Ne        |          |
| ZOH – 1998   | Japonsko Nagano                     | 13. místo | Soupiska |
| ZOH – 2002   | USA Salt Lake City                  | Ne        |          |
| ZOH – 2006   | Itálie Turín                        | Ne        |          |
| ZOH – 2010   | Kanada Vancouver                    | Ne        |          |
| ZOH – 2014   | Rusko Soči                          | Ne        |          |
| ZOH – 2018   | Jižní Korea Pchjongčchang           | Ne        |          |

## Výsledky na mistrovství světa
- MS 1930 6. místo – elitní skupina mistrovství světa
- MS 1936 9. místo – elitní skupina mistrovství světa
- MS 1957 8. místo – elitní skupina mistrovství světa
- MS 1960 8. místo – elitní skupina mistrovství světa
- MS 1962 B skupina
- MS 1964 B skupina
- MS 1967 C skupina
- MS 1968 B skupina
- MS 1969 C skupina
- MS 1970 B skupina
- MS 1971 B skupina
- MS 1972 B skupina
- MS 1973 B skupina
- MS 1974 B skupina
- MS 1975 B skupina
- MS 1976 B skupina
- MS 1977 B skupina
- MS 1978 B skupina
- MS 1979 B skupina
- MS 1981 B skupina
- MS 1982 C skupina
- MS 1983 B skupina
- MS 1985 B skupina
- MS 1986 B skupina
- MS 1987 C skupina
- MS 1989 B skupina
- MS 1990 B skupina
- MS 1991 B skupina
- MS 1992 B skupina
- MS 1993 B skupina
- MS 1994 B skupina
- MS 1995 B skupina
- MS 1996 B skupina
- MS 1997 C skupina
- MS 1998 13. místo – elitní skupina mistrovství světa
- MS 1999 15. místo – elitní skupina mistrovství světa
- MS 2000 16. místo – elitní skupina mistrovství světa
- MS 2001 16. místo – elitní skupina mistrovství světa
- MS 2002 16. místo – elitní skupina mistrovství světa
- MS 2003 16. místo – elitní skupina mistrovství světa
- MS 2004 15. místo – elitní skupina mistrovství světa
- MS 2005 – divize I – 5. místo (skupina A)
- MS 2006 – divize I –  (skupina A)
- MS 2007 – divize I –  (skupina B)
- MS 2008 – divize I –  (skupina B)
- MS 2009 – divize I –  (skupina A)
- MS 2010 – divize I –  (skupina A)
- MS 2011 – divize I – odstoupili pro přírodní katastrofu[1]
- MS 2012 – divize IA – 4. místo
- MS 2013 – divize IA – 4. místo
- MS 2014 – divize IA – 3. místo
- MS 2015 – divize IA – 4. místo
- MS 2016 – divize IA – 6. místo – sestup
- MS 2017 – divize IB – 2. místo
- MS 2018 – divize IB – 2. místo
- MS 2019 – divize IB – 3. místo
- MS – 2020 Divize IB – Zrušeno kvůli pandemii covidu-19
- MS – 2021 Divize IB – Zrušeno kvůli pandemii covidu-19
- MS 2022 – Divize IB – 2. místo
- MS 2023 – Divize IB – 1. místo – postup
- MS 2024 – Divize IA – 5. místo
- MS 2025 – Divize IA – 4. místo

## Dresy
| MS 1998 | ZOH 1998 a MS 1999–2000 | MS 2001–2004 | MS 2022 |
|         |                         |              |         |